# 常州市武进人民医院
常州市武进人民医院，是中华人民共和国江苏省的一所医院，为二级甲等医院，位于常州市永宁北路2号。

## 规模
常州市武进人民医院总床位500张，日门诊量900人次。